# HD 216770 b
HD 216770 b est une planète extrasolaire (exoplanète) en orbite autour de l'étoile HD 216770, une naine orange située dans la constellation du Poisson austral.
Elle a été découverte en 2003.